# ロッタ・スヴァルド
ロッタ・スヴァルド（スウェーデン語: Lotta Svärd）は、フィンランドで女性が中心となり運用された自発的な準軍事組織である。1918年に組織されて以来ボランティア活動に従事していたが、冬戦争を迎えてからは軍と緊密に連携し、負傷兵の看病や事務などの後方支援から対空警戒などに至るまで幅広く活躍した。

## 名称

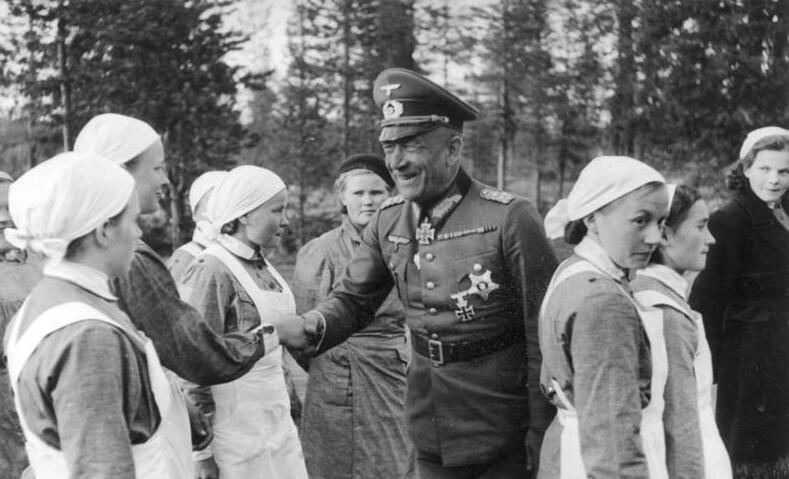
ドイツ国防軍陸軍のニコラウス・フォン・ファルケンホルスト上級大将とともに写るロッタ・スヴァルド (1941年)

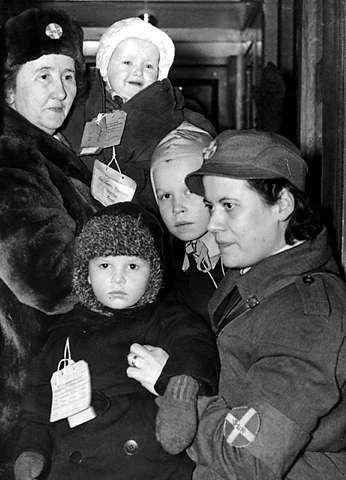
スウェーデン版ロッタ・スヴァルドである「ロットルナ」によって助けられるフィンランドの子供。ロッタ・スヴァルドは他国にも影響を及ぼした。(1944年)

ロッタ・スヴァルドという名前は、フィンランドの詩人ユーハン・ルードヴィーグ・ルーネベリが書いた詩に由来している。ルーネベリによるストール旗手物語の中に、ロッタ・スヴァルドという架空の女性を描いた叙事詩が存在する。詩によれば、第二次ロシア・スウェーデン戦争に従軍することとなったフィンランドの兵士スヴァルド（Svärdはスウェーデン語で剣の意）は、自身の妻であるロッタを供にして戦場へ向かった。途中スヴァルドは戦死するが、ロッタは戦場に残り負傷兵の手当などに当たったという。この詩を受けてロッタ・スヴァルドが組織名となったが、初めてその名に言及したのはカール・グスタフ・エミール・マンネルヘイムが1918年5月16日に行った演説である。

## 歴史

### 組織～1930年代
1918年11月11日にリーヒマキで、女性連絡員らが中心となり初めてロッタ・スヴァルドと呼ばれる組織が作られた。フィンランド内戦に従軍したリーヒマキのロッタ・スヴァルドを始めとする女性連絡員は白衛軍と連携し、給食や看護など後方支援に当たっている。これらの組織は、戦後の1920年9月9日に独立した組織として承認された。このとき正式にロッタ・スヴァルドの名が与えられている。
ロッタ・スヴァルドは1920年代に拡大し、1930年代には60,000人を突破した。最盛期の1944年には242,000人が活動しており、当時のフィンランド国内はおろか世界的に見ても最大規模を誇る民間補助組織となった。ちなみにその当時のフィンランドの総人口は400万人にも満たなかった。
1920年代～1930年代にかけて、加入の最低条件としてクリスチャンのフィンランド国民であることが求められた。また、加入の際には信頼できる者による2件以上の推薦状が必要であった。後者に関しては1939年の冬戦争勃発に伴い形骸化している。外国人は特別な許可を受けた者のみ受け入れ対象となった。しかし、1940年にはイスラム教徒とユダヤ人が、1941年には非教派が加入している。

### 第二次世界大戦
冬戦争が勃発すると、ロッタ・スヴァルドは看護、空襲警戒その他軍事関連の補助に従事した。ただ、彼女らは正式には非武装組織である。唯一の例外として、ロッタ・スヴァルドのメンバーによって1944年にヘルシンキで構成された第14探照灯砲台の従事者のみ異なっていた。彼女らは探照灯を使い対空警戒を行うが、その任務から自己防衛のためにライフルが支給されていた。そのため、彼女らはフィンランドの軍事史で唯一の女性部隊である。
戦争が進むにつれ労働需要が急増したため、ロッタ・スヴァルドの人員採用も急務となった。従って、組織の原則通りの新人教育に手が回らなくなった。加えて彼女らはまだ若く、経験も浅かったこともあり、戦時中に加入した新人と古参との間に摩擦を生む要因となった。
戦争地域に派遣された人員と戦争の期間に鑑みると、ロッタ・スヴァルドの被った損害は比較的軽微である。冬戦争、継続戦争を通して殉職したロッタ・スヴァルドの加盟員は291人である。内訳は、140人が病気によって、66人が前線での従軍中に、47人が空襲に巻き込まれ、34人が事故に遭い殉職した。殉職した加盟員は、彼女らの自宅がある教区の戦争英雄墓地に埋葬された。

### 戦後
継続戦争が終結すると、ソ連はフィンランドに対しあらゆる準軍事組織やファシストの解散を要求した。ロッタ・スヴァルドもその中に数えられ、1944年11月23日に解散した。だが、直後ロッタ・スヴァルドの組織をほぼそのまま受け継いだフィンランド女性扶助基金（Suomen Naisten Huoltosäätiö）が設立されている。この組織は現在でもロッタ・スヴァルド財団として存続している。
1995年1月4日以降、18歳から29歳までの女性にはフィンランド国防軍の兵役に志願する権利が認められた。これにより、最低限の健康状態を満たすことで、女性でも補助員としてではなく軍人としてあらゆる職種に就くことが可能となった。
フィンランドで組織されたロッタ・スヴァルドは他国にも影響を及ぼした。隣国スウェーデンでは1924年にロットルナと呼ばれる女性補助組織が設立されており、これは現在でも運用されている。また、デンマークやノルウェーといった国でもロッタ・スヴァルドのような組織が活動している。

## 服装
ロッタ・スヴァルドに所属する女性には制服が与えられた。通常の制服は綿製である。少なくともその制服を着用しているとき、彼女らは喫煙を禁じられており、緊急時に活動できないとしてアルコールの摂取も控えられていた。さらに、結婚指輪を除き、その他イヤリングやネックレスといったアクセサリーの類は着用できなかった。通常の制服を着用する際には、左腕にロッタ・スヴァルドの腕章を着用する。
また、各種記念日などに着用するドレスも制定されていた。このドレスはウール製である。
- ロッタ・スヴァルドの制服
- ロッタ・スヴァルドの制服を着用した人物
- 戦時中のロッタ・スヴァルドの制服を着せた人形

## ピックロッタ
ピックロッタ（小さいロッタ）とは、ロッタ・スヴァルドで設けられた少女部門である。1931年に設立された。8歳から16歳の少女が対象であり、加入には両親の同意が必要であった。とりわけ農村部ではピックロッタへの加入者が増加し、1935年の時点で512のピックロッタ部門に13,066人が加盟していた。
ピックロッタでは愛国心教育が行われ、大人のロッタ・スヴァルドとともに多くの仕事に従事した。特に戦時中はピックロッタと言えどかなり厳しい任務が与えられ、看護や給食、ロッタ・スヴァルドの補助などに奔走した。1943年末にはピックロッタは48,853人に膨れ上がっていた。

## 著名な人物
- エリック・ヴァストレム（フィンランド語版）：フィンランドのアニメーション作家。ロッタ・スヴァルドの紋章をデザインした。
- ファンニ・ルーッコネン：1929年から15年にわたりロッタ・スヴァルドの会長を務めた。女性初の自由十字勲章、外国人女性唯一のドイツ鷲勲章受章者である。
- ロラン・ヴァストレム：エリック・ヴァストレムの妻。ロッタ・スヴァルドの中央執行委員を務めた。
- ダグマル・フォン・エッセン：ロッタ・スヴァルドの中央執行委員を務めた。
- カリン・ヘルリッツ：ロッタ・スヴァルドの中央執行副委員長を務め、実質ロッタ・スヴァルドの中心を担った。

- ファンニ・ルーッコネン
- アドルフ・ヒトラーよりドイツ鷲勲章を受けるルーッコネン (1943年)